# Chelepteryx collesi
Chelepteryx collesi (tên tiếng Anh: White Stemmed Gum Moth) là một loài bướm đêm thuộc họ Anthelidae. Nó được tìm thấy ở miền Australasia.
The wingspan of đối với con cái can range up to 160 mm, males have a wingspan that ranges to ca. 140 mm.
Ấu trùng ăn các loài Myrtaceae.

## Hình ảnh

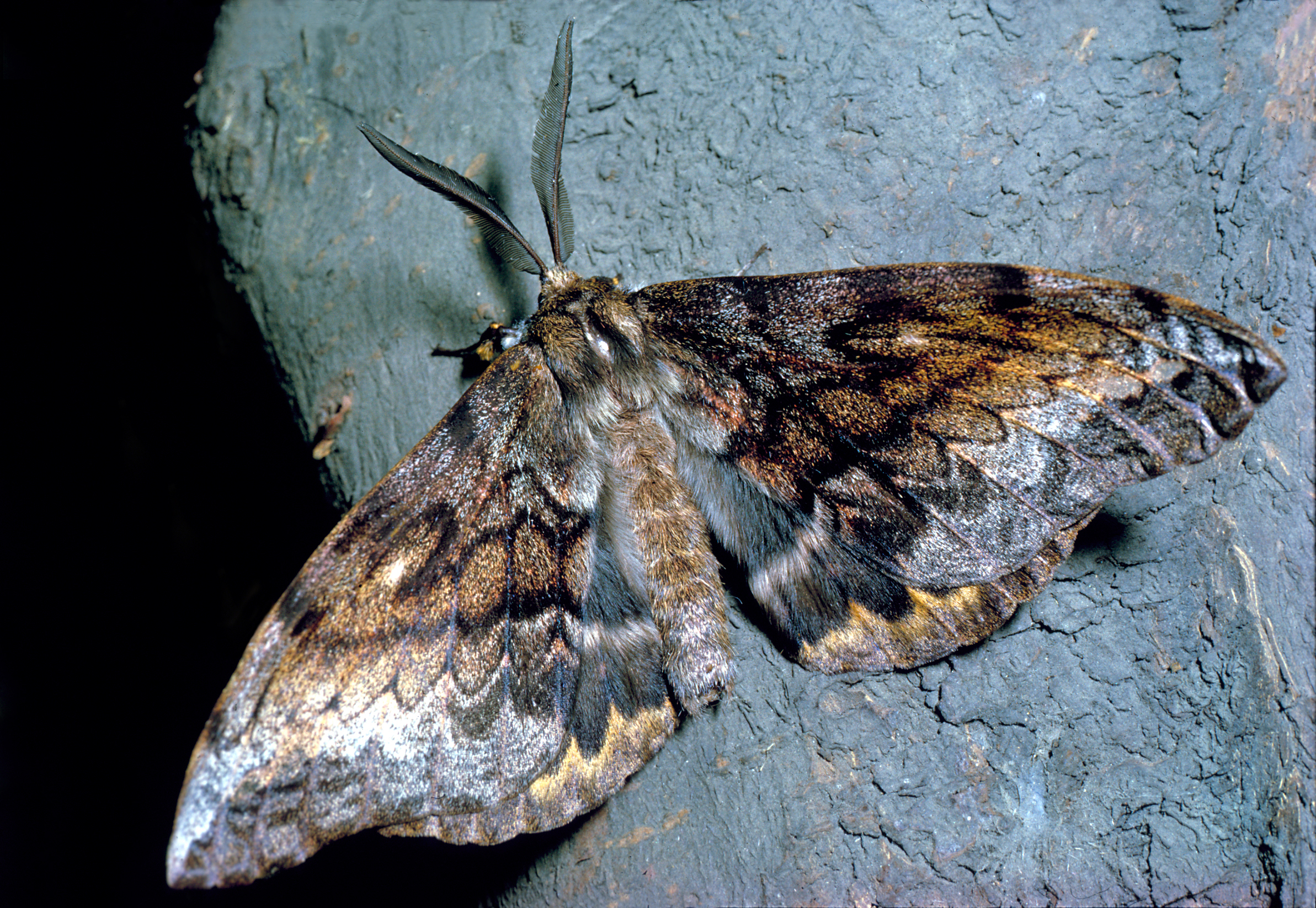
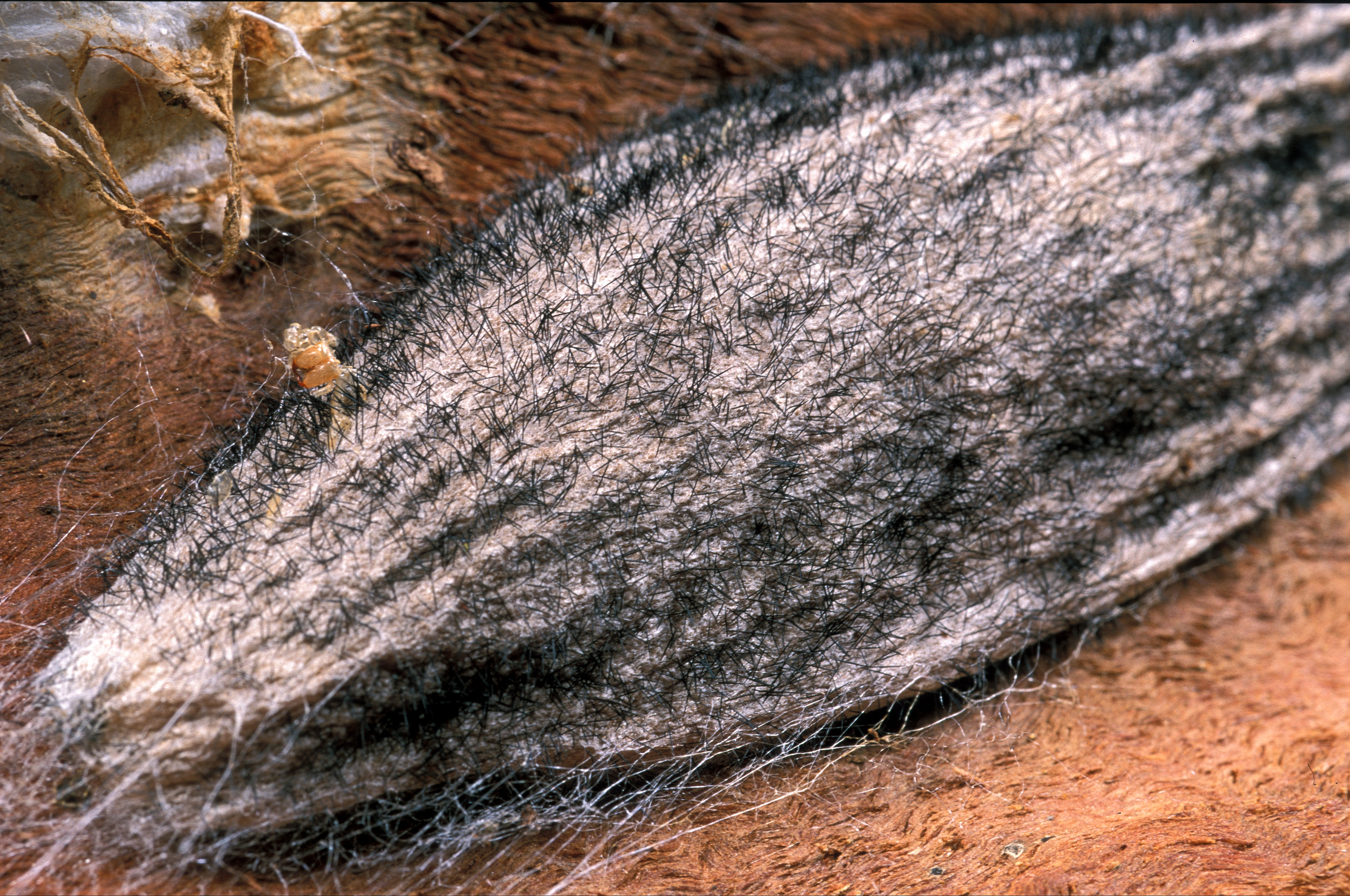
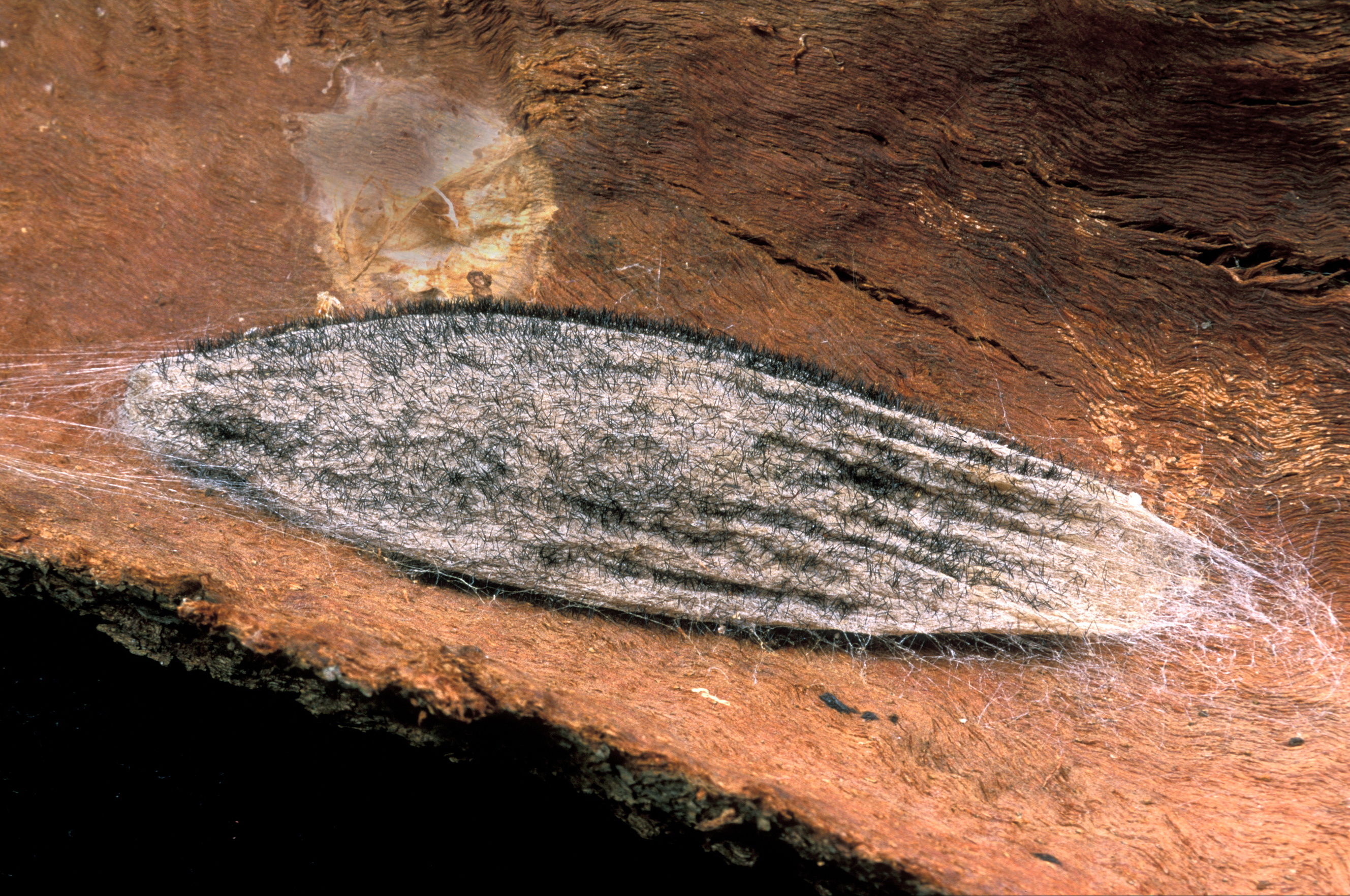
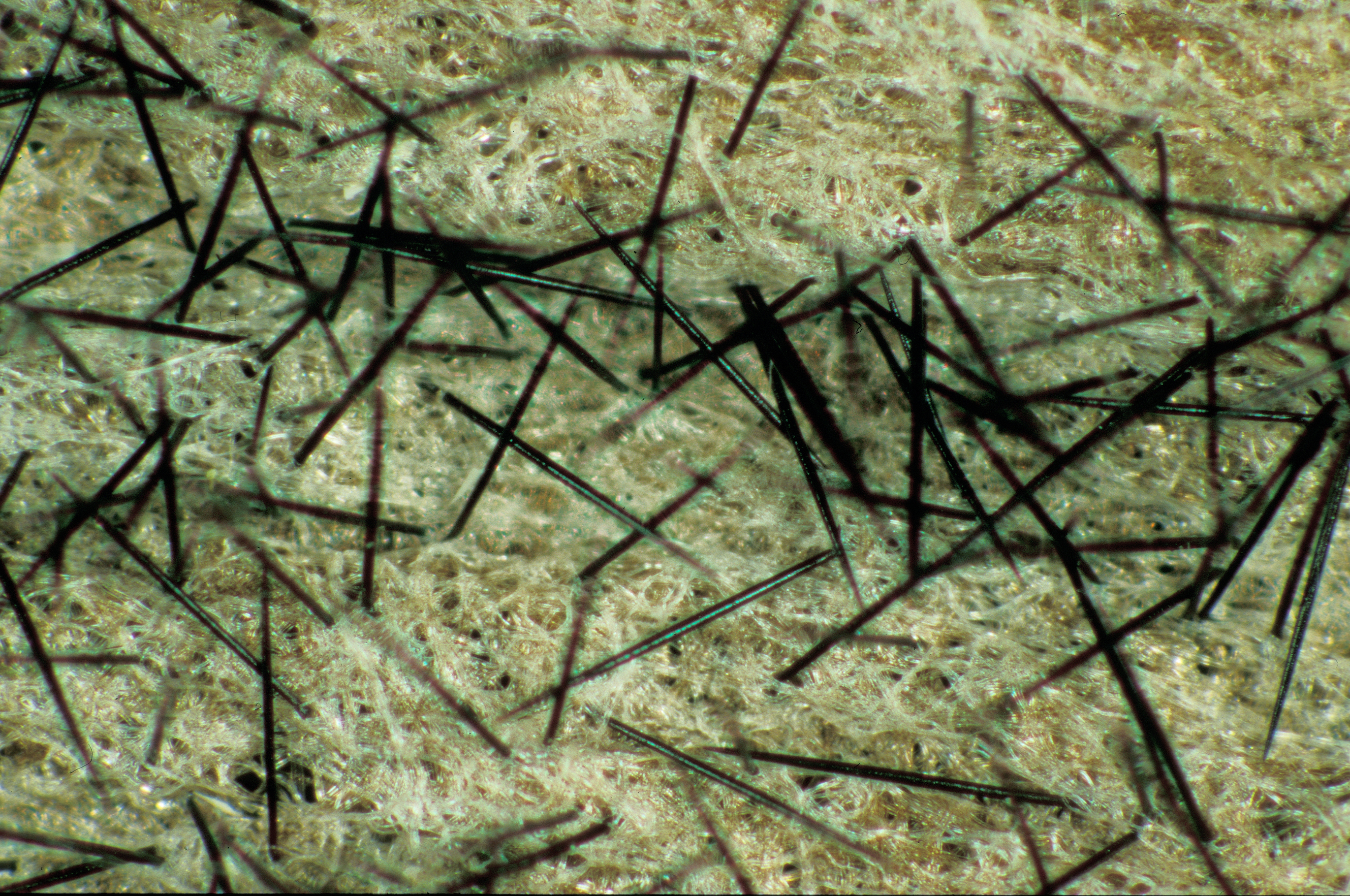